# 師纂
師 纂（し さん、? - 264年）は、中国三国時代の武将・政治家。魏に仕えた。『三国志』魏志「鄧艾伝」・『晋書』「文帝紀」に記述がある。
司馬昭の主簿であったが、後に司馬昭の命令で鄧艾配下の司馬となり、蜀征伐に反対していた鄧艾を説得し翻意させた（晋書「文帝紀」）。
263年、蜀討伐では鄧艾に従って出陣し、鄧艾の子の鄧忠と共に強行軍を率いて間道を通り、成都を目指した。鄧艾の軍は江油を攻め取り涪に到達すると、後退した諸葛瞻を追って綿竹を攻撃した。このとき、師纂は鄧忠と共に諸葛瞻への攻撃を命じられたが、敗退したため鄧艾から激しく叱責され、斬罪に処せられそうになった。このため、師纂は鄧忠と共に引き返して再び戦い、諸葛瞻・張遵らを討ち取った。その後、蜀漢を滅亡させ成都に入った鄧艾から益州刺史を任された（魏志「鄧艾伝」）。
鍾会が鄧艾の失脚を謀ったときは、胡烈と共に鄧艾を誣告し謀反人に仕立てあげることに加担した（魏志「鄧艾伝」）。
鍾会が死ぬと、鄧艾配下の将兵は護送中の鄧艾父子を救出しようとしたが、保身を図った衛瓘に言い含められた田続によって、鄧艾父子は殺害されてしまった（魏志「鄧艾伝」が引く『漢晋春秋』、晋書「衛瓘伝」）。
師纂の成都入城から鄧艾父子殺害までの動静は一切明らかではなく、ただ鄧艾父子と一緒に殺害されたということのみが伝わる（魏志「鄧艾伝」が引く『世語』）。師纂は短気な上に粗暴で、恩情にも乏しかったため周囲の恨みを買っており、その死体は傷だらけであったという（魏志「鄧艾伝」が引く『世語』）。
小説『三国志演義』では、終始鄧艾の側近のような立場で描かれている。